# Soligny
 (juin 2023).
Si vous disposez d'ouvrages ou d'articles de référence ou si vous connaissez des sites web de qualité traitant du thème abordé ici, merci de compléter l'article en donnant les références utiles à sa vérifiabilité et en les liant à la section « Notes et références ».
Pour les articles homonymes, voir Soligny-la-Trappe et Soligny-les-Étangs.
Cet article possède des paronymes, voir Saligny, Souligny et Sologny.
Soligny, né Pierre Claude Senisseler le 11 mars 1748 à Paris et mort après 1791, est un comédien et chanteur français.

## Biographie
Fils de Damiens Senisseler, tailleur, et Claudine Dominique Renier, son épouse, Pierre Claude Senisseler naît à Paris, paroisse Saint-Eustache, en 1748.
Soligny débute à Stockholm, dans la troupe Dulondel, le 22 octobre 1767 dans La Clochette de Duni et Anseaume. Le 18 janvier 1770, il épouse dans cette ville la danseuse Jeanne Élisabeth Renée Malter, dite Mlle Le Clerc, attachée comme son mari à la cour de Suède. Leur fils, Pierre Louis Gaspard Senisseler, y naît six mois plus tard.
Après un passage au théâtre de Copenhague, Soligny débute au Théâtre-Italien de Paris le 17 février 1773, mais sans succès : « Il a du talent, & de l'usage du théâtre ; mais un organe foible & ingrat », note le Mercure de France du mois de mars.
Il joue ensuite à Lyon, puis est engagé au Théâtre de la Monnaie à Bruxelles, où il débute le 7 avril 1774 par le rôle de Dorlis dans Isabelle et Gertrude de Favart et Blaise.
Élément turbulent de la troupe, il est jugé sévèrement par ses contemporains : « Mr. Soligny remplit les rôles de Colins & d'amoureux. Il a du goût & de la musique, une voix faible & peu sonore. Son jeu parait plûtot [sic] formé par la routine que par l'art. Il se fait un soin particulier d'affecter le ton de voix de Clerval & ses gestes, quoiqu'il y ait loin de l'original à la copie ». Ses gages seront d'ailleurs ramenés de 5 000 à 3 000 livres la saison suivante.
À partir de 1776, il joue à La Haye, Metz (1778-1779), Marseille (1782) et Toulouse (1783), puis revient à Bruxelles pour la saison 1783-1784, comme première haute-contre. En 1784, il s'installe à Amsterdam, où il joue au Collège dramatique et publie, en 1788, Les Passe-tems de société, ou Recueilles [sic] des romances et petits rondeaux mis en musique et arrangé pour le clavecin ou piano forte (Berlin et Amsterdam).
De retour à Metz en 1789, il prend le parti de la Révolution et devient capitaine de la Garde nationale. Jugé trop révolutionnaire, il est contraint de se réfugier à Amsterdam en mars 1790 mais en est expulsé à la fin de l'année 1792 et se replie sur La Haye.
On ignore tout de la suite et de la fin de sa vie.